# Chthonius dacnodes
Chthonius dacnodes är en spindeldjursart som beskrevs av Luisa Eugenia Navas 1918. Chthonius dacnodes ingår i släktet Chthonius och familjen käkklokrypare. Inga underarter finns listade i Catalogue of Life.